# Le Crédo de la violence
Pour le film de Dominique Goult parfois titré « Le Crédo de la violence », voir Haine (film, 1980).
Le Crédo de la violence (The Born Losers) est un film américain réalisé par Tom Laughlin en 1967.

## Synopsis
Une bande de motards règne par la violence sur une petite ville de Californie. Seul Billy Jack, un garçon demi-indien essaie de s'opposer au chef de la bande Danny Carmody.

## Fiche technique
- Affiche : Jean Mascii (France)

## Distribution
- Tom Laughlin  (VF : Jacques Deschamps) : Billy Jack
- Elizabeth James (VF : Arlette Thomas) : Vicky Barrington
- Jeremy Slate  (VF : Serge Sauvion) : Daniel 'Danny' Carmody
- Jane Russell  (VF : Jacqueline Porel) : Mrs. Shorn
- Jack Starrett (VF : Roland Menard) : le sherif adjoint Fred
- Edwin Cook (VF : Jacques Dynam) : Crabs
- Jeff Cooper (VF : Jacques Balutin) : Gangrene
- Clegg Hoyt (VF : Jean Clarieux) : Carmody
- Paul Bruce (VF : Jean Michaud) : l'Avocat général
- Robert Tessier (VF : Marc de Georgi) : Coubas
- Stewart Lancaster (VF : Rene Beriard) : le Shérif
- Robert Cleaves (VF : Philippe Dumat) : Mr. Crawford
- William Wellman Jr. (VF : Daniel Gall) : Child
- Guy Pierrault : client du restaurant (voix]